# Trigonura ulmi
Trigonura ulmi är en stekelart som beskrevs av Burks 1959. Trigonura ulmi ingår i släktet Trigonura och familjen bredlårsteklar. Inga underarter finns listade i Catalogue of Life.